# Triphosa decolor
Triphosa decolor är en fjärilsart som beskrevs av Louis Beethoven Prout 1914. Triphosa decolor ingår i släktet Triphosa och familjen mätare. Inga underarter finns listade i Catalogue of Life.